# Ленинский сельсовет (Липецкая область)
Ленинский сельсове́т — сельское поселение в Липецком районе Липецкой области. 
Административный центр — село Троицкое.

## История
В соответствии с законами Липецкой области №114-оз от 02.07.2004 и №126-оз от 23.09.2004 Ленинский сельсовет наделён статусом сельского поселения, установлены границы муниципального образования.

## Население
| 2010  | 2012  | 2013  | 2014  | 2015  | 2016  | 2017  |
| ----- | ----- | ----- | ----- | ----- | ----- | ----- |
| 5454  | ↗5481 | ↗5639 | ↗5840 | ↗5927 | ↗6051 | ↗6295 |
| 2018  | 2021  |       |       |       |       |       |
| ↗6341 | ↗7276 |       |       |       |       |       |

## Состав сельского поселения
| № | Населённый пункт | Тип населённого пункта       | Население |
| - | ---------------- | ---------------------------- | --------- |
| 1 | Елецкое          | село                         | ↘1174     |
| 2 | Ленино           | село                         | ↗1422     |
| 3 | Пады             | село                         | ↗588      |
| 4 | Троицкое         | село, административный центр | ↗2499     |